# マリオ+ラビッツ ギャラクシーバトル
『マリオ+ラビッツ ギャラクシーバトル』（マリオ プラス ラビッツ ギャラクシーバトル、MARIO + RABBIDS SPARKS OF HOPE）は、2022年12月2日発売のNintendo Switch専用ゲームソフト。

## 概要
任天堂のマリオシリーズとユービーアイソフトの人気キャラクター・ラビッツがコラボレーションした作品で、『マリオ+ラビッツ キングダムバトル』の続編。宇宙が舞台のターン制シミュレーションRPG。
早期購入特典として「メガバグ・スキンパック」が配信された。また、追加コンテンツが発売日の2022年12月2日から4回に分けて配信され、2023年8月30日までに全て配信された。
ストーリーの内容は前作と完全に繋がっており、なぜマリオ達とラビッツが共存しているのか、また一部キャラクターとの登場に関する経緯は前作の知識が必要となる。また、一部マリオギャラクシーのキャラクターも登場する。
ストーリーは、突如現れた謎の存在「クルサ」が宇宙の至るところに「ダークメス」と呼ばれる物体をまき散らし多くのラビッツを困らせいたのに対しマリオ達はクルサの出現と同時に現れたチコとラビッツの融合体「スパークス」と協力し、スパークス、もといチコ達の母親的存在ロゼッタを救出するため、宇宙船スペースウォッシャー号に乗り込み、冒険が始まる。様々な惑星を旅しながらダークメスを排除し、クルサを追うために必要なエネルギーを集めることが冒険の主な流れである。
1996年発売の『スーパーマリオ64』から長年マリオおよびマリオシリーズ登場キャラクターの声を担当してきたチャールズ・マーティネーがマリオとルイージの声を新規収録した最後のゲームタイトルとなった。

## システム
前作『キングダムバトル』から大きく変更されている部分が多く、硬派な戦略ゲームより、RPGらしさが強くなっている。ここでは前作からの変更点を中心として説明する。

### 探索パート
惑星内を自由に歩き回って、謎解きや調査、クエストを進める。前作と異なり、一度ワールドをクリアするまで前のステージに戻れないということは無く、寧ろストーリー進行で探索箇所は増えていく。また、ストーリー進行に必要な謎解きはかなり減っており、本格的な謎解きはストーリー進行に影響のないサイドクエストのみになった。
前作同様、マップ外でも調べられるものが点在し、世界観をより深く知ることができる。また、マップ内でデータを入手することで、マップメニューから解説文を読むこともできる。
前作にあった、アートワークや音楽、ブキの入ったボックスは削除されており、入手できるのはゲーム内通貨やアイテム、ブキスキン(性能差は無い)のみである。

### 戦闘パート
基本は前作と同様の、味方と敵のターンが完全に分離したターン制バトルであるが、一部仕様が変更されている。
戦闘は3人の「ヒーロー」と呼ばれるキャラクターに、各ヒーローごとに1〜2体のスパークスをセットして行う。ヒーロー1人は1ターンの間に『移動』『ブキ攻撃』『スペシャルスキル使用』『スパークス能力使用』を行うことができる。この内、移動以外は1ターンで1人2回までしか行うことは出来ない(武器、スペシャルスキル、スパークスの全部は同じターンで使えない)。また同じ行動(武器攻撃2回など)はできないので注意。
また、前作では戦闘マップはマスで管理され、移動やスペシャルスキルの範囲やブキの射程はマス単位で表記されていたが、今作ではマスが無くなり、範囲などは全てメートル表記になった。参考として、遮蔽物として利用できる立方体ブロックの1辺が2mである。
移動
大きく仕様変更され、移動は基本的に武器での攻撃を行うまで、ターン開始時のキャラクターの位置を中心とした円形の範囲を何度も自由に動くことができる。ある地点で立ち止まってスキルを使用した後、別の地点まで移動して武器で攻撃、ということも可能である。また、地点を指定する形では無く、キャラクターを直接移動させる形に変更されている。低いブロックなら乗り越えることができる。
移動範囲内に敵が居れば、「スライディング」でダメージを与えることができる。また、味方と協力すれば「チームジャンプ」で行動範囲を広げることができる。ジャンプ後は空中で浮遊するピーポに掴まり、ピーポに表示されるタイマーが尽きるまで空中を移動できる。着地後もランディングエリアと呼ばれる僅かな範囲でのみ移動可能。ジャンプ後のスライディングもできる。スライディング、チームジャンプは1ターンで規定回数のみしか使えず、やり直しができない為注意が必要。
移動を終える際、自身の側に遮蔽物があれば身を隠す。遮蔽物に隠れることが出来なかった場合、敵の集中射撃に晒され大ダメージを被るので、なるべく遮蔽物に隠れられるように移動するのが重要である。また、敵までの間にブロックや壁があると攻撃が遮られるので注意。攻撃前なら何度でも命中率を確認可能なので、位置取りは慎重に行うこと。
ブキ攻撃
各ヒーローごとに異なる特徴を持つブキ(武器)で攻撃する。各ブキの詳しい特性は『操作キャラクター(ヒーロー)』の項にて。前作からの変更点として、サブウェポンは全廃され、ヒーロー1人に対しブキは1種のみになった。また、スーパーエフェクトはブキごとに付いている効果から、スパークスの固有能力に変更された。
スペシャルスキル
各ヒーローごとに固有のスキルを持ち、発動することで戦闘を有利することができる。非常に強力かつ個性的なスキルばかりだが、一度発動すると再使用までに数ターンのクールダウンを要する。ブキ同様、こちらもヒーローごとに1種のみに変更されている。また、発動時には専用カットインの演出が流れる(スキップ可、設定でオンオフ切替可)。また、敵も固有スキルを持っていることがほとんどで、スパークスが居ない分積極的に発動してくる。
スパークス
事前にヒーロー毎にセットしたスパークスの能力を発動することで、戦闘を補助することができる。最初はヒーロー1人に1体セットできるが、ストーリー進行で2体までセットできるようになる。スパークスの数は非常に多く、効果も全て異なるが大別すると『自身のブキにスーパーエフェクトを付与』『自身のスライディングにスーパーエフェクトを付与』『自身の周囲に範囲攻撃』『自身/自身と周囲の味方に特別な効果を付与』『味方ユニットを呼び出す』のように分けることができる。
スーパーエフェクト
スパークスの能力や敵の攻撃、スキルなどに付いている追加効果のこと。敵には弱点と耐性のスーパーエフェクトがあり(一部の敵除く)、弱点のスーパーエフェクトの攻撃はダメージが非常に高くなるが、耐性のスーパーエフェクトに対してはダメージが下がり追加効果も発生しない。予め偵察機能で弱点と耐性を把握することが必要。また、スーパーエフェクトの効果などでステージから落ちた場合、転落ペナルティとしてダメージを喰らうため注意。
スーパーエフェクト一覧
ファイア
続投。体に火が付き、熱さによってランダムに動き周りながら追加ダメージを受ける。他のキャラクターに接触すれば引火する。効果はそのターンですぐ終了する。
スプラッシュ
前作の「バウンス」に相当する。大きく後方に跳ね飛ばされ、落下時に僅かにダメージ。スプラッシュ状態は1ターン持続し、そのターン中に攻撃を受ける度跳ね飛ばされる。
アイス
前作ではスペシャルスキルを封印する効果だったが、今作では前作「ハニー」同様の移動封印に変更された。1ターン持続する。
ウィンド
前作の「プッシュ」に相当する。吹き飛ばされ、地面を直線的に転がる。他のキャラクターに衝突すれば巻き込まれ、壁やブロックにぶつかると反射する。
エレキ
その場で追加ダメージを与えながら、短時間痺れさせる。付近に敵がいる場合は感電し、巻き込むことができる。
ポイズン
数ターンに渡り継続ダメージを与える。隣接した敵味方を問わない全てのキャラクターに感染する。
ヴァンパイア
敵に与えたダメージの一部を吸収して、自身の体力を回復する。前作と異なり持続しなくなったため、ヴァンパイア状態の敵を攻撃して回復することはできない。

## 登場キャラクター

### 操作キャラクター(ヒーロー)
本シリーズでは、操作可能なキャラクターを「ヒーロー」と呼び、戦闘は基本的に2〜3人のヒーローで編成されたメンバーで挑む。各ヒーローは全て特性の異なるブキとスペシャルスキルを最初から使える他、戦闘で得られる経験値が一定まで溜まるとレベルアップし、「スキルツリー」を進行させることで強化できる。強化内容は、HPや移動範囲、ブキのダメージを増加させる単純なもの以外にも、移動中に各ヒーローごとの移動特殊スキルが使用可能になったり、各種行動に追加効果が付与されたりなど様々である。
尚、9人のヒーローのうち、クッパ、ラビッツロゼッタ、エッジはメインシナリオ進行中に追加加入する。また、前作にヒーローとして登場したヨッシーとラビッツヨッシーは登場しない。
マリオ
お馴染みの赤い帽子とオーバーオールを身に着けたキノコ王国の住人。本作でも重要なムービーでは中央に据えられるが固定メンバーでは無くなり、戦闘メンバーから外せるようになった。バトルタイプは、幅広い攻撃手段で様々な状況で安定した火力が期待できる『オールラウンダー』。
HPは平均的。消耗しても交代できない仕様が無くなったため扱いやすさが増している。「ツインザッパー」は2つの弾で別々の敵を狙うか、1体に集中攻撃するかを選択できる中距離タイプのブキ。。スペシャルスキル「ヒーローサイト」は視界内で移動した敵をブキで迎撃する、XCOM: Enemy Unknownの「監視」にあたるスキル。移動特殊スキルはジャンプ後に敵を踏みつけ攻撃する「ストンプ」。いつもの効果音が流れる他、ストンプから更にジャンプ距離を伸ばすことも可能。今作ではチームジャンプ自体の移動範囲も強化できるようになり、前作の弱点だった機動力の低さはかなり改善された。
ルイージ
緑の帽子とやや細長い体型が特徴のマリオの弟。少し怖がりだが、いざという時は勇気を出して困難に立ち向かう。バトルタイプは、機動力を活かして有利な位置を取り遠距離攻撃を行う『ロングシューター』。
HPがヒーロー中最低値で同レベルの敵の攻撃は3発程度しか耐えず、耐久力に難がある。そのため基本はチームジャンプが2回可能になる移動特殊スキル「ダブルジャンプ」で敵の攻撃が届きにくい位置まで一気に移動し、相手と距離が離れるほど威力が増す長距離用ブキ「ロングシューター」で後方から火力支援を行う。スペシャルスキル「アイアンビジョン」はマリオと同様の迎撃スキルだが、射程が長いこちらの方が範囲は広く、近距離の相手にはダメージでマリオのに劣る。
ピーチ
桃色のドレスとパラソルが特徴的なキノコ王国の姫。一見おしとやかそうだが、実はかなり勇敢で積極的。序盤ではボイス無しだがセリフがある。バトルタイプは味方に攻撃を無効化するバリアを付与し、防御しながら戦う『プロテクトシューター』。
前作と異なりHPは平均くらいで、そのままでは打たれ強くは無い。しかしスペシャルスキルの「チームプロテクト」で自身と周囲の味方に攻撃を一定回数無効化するバリアを付与し、仲間の消耗を最小限に抑える。また、チームジャンプに協力した味方にバリアを付与する能力も習得でき、バリア関連のスキルを2つ持つことができる。使用ブキのラビソルキャノン」は扇形の範囲内に攻撃する近距離用ブキである。高い火力と広めの攻撃範囲を併せ持つが、距離が遠い敵にはダメージが下がるので注意。
クッパ
ラビッツマリオ（声:間宮康弘）
ラビッツルイージ（声:松重慎）
ラビッツピーチ（声:渕崎ゆり子）
ラビッツロゼッタ（声:松井恵理子）
エッジ（声:行成とあ）
レイマン (声:岡林史泰)

### 旅を助ける仲間
- ピーポ（声:後藤ヒロキ）
- ジーニー（声:渕崎ゆり子）

### 惑星の番人
- オーギー（声:かぬか光明）
- オリオン船長（声:金光宣明）
- ウッドロウ（声:伊丸岡篤）
- ビィ（声:武田華）
- アレグラ (声:大久保藍子)

### ボスキャラクター
- クルサ
- ミッドナイト（声:優希知冴）
- ベッドロック
- ダフネ（声:ニケライ・ファラナーゼ）
- カーニャ (声:杉山里穂)
- ファントム (声:青山穣)

### その他
- イチキュッパ
- マダム・ブワラビッツ（声:武田華）
- バックパック教授（声:優希知冴）

## アドベンチャーパック（DLC）
武器スキン追加
ギャラクティック・スキンパック
ゲームモード追加
ドリ～ム・オア・ドゥーム！
クルサの手下たちに乗っ取られたタワーを救うため、フロアのステージに挑みながら最上階を目指す。
新ストーリー追加1
ザ・ラスト・スパークス・ハンター
静まり返った音楽の惑星を舞台に、失われた音を取り戻すための冒険が始まる。
新ストーリー追加2
レイマン・イン・ザ・ファントムショー